# ドナルド・クヌース
ドナルド・アーヴィン・クヌース（Donald Ervin Knuth [kəˈnuːθ],  1938年1月10日 -）は、数学者・計算機科学者。スタンフォード大学名誉教授。漢字名は高徳納（高德纳）。
クヌースによるアルゴリズムに関する著作 The Art of Computer Programming のシリーズはプログラミングに携わるものの間では有名である。アルゴリズム解析と呼ばれる分野を開拓し、計算理論の発展に多大な貢献をしている。その過程で漸近記法で計算量を表すことを一般化させた。
計算機科学への貢献とは別に、コンピュータによる組版システム TeX とフォント設計システム METAFONT の開発者でもあり、Computer Modern という書体ファミリも開発した。
作家であり学者であるクヌースは、文芸的プログラミングのコンセプトを生み出し、そのためのプログラミングシステム WEB / CWEB を開発。また、MIX / MMIX 命令セットアーキテクチャを設計。

## 生い立ち
ウィスコンシン州ミルウォーキー生まれ。父は小さな印刷会社を経営し、近くの高校で簿記の講師をしており、父親が教えているその高校にクヌースは進学した。高校2年生のとき、"Ziegler's Giant Bar" という文字列から文字を取り出して組み合わせ、どれだけ意味のある単語を作れるかというコンテストが行われた。審査員が事前に用意した回答例は2500語だったが、クヌースは4500語も見つけ出すという才能を発揮し優勝した。賞品として学校にテレビ受像機（当時は高価であった）が贈られ、クラス全員にキャンディバーが配られた。

## 大学教育と初期の職歴
大学進学にあたって、音楽と物理学のどちらを選ぶかで悩んだ末、ケース工科大学（現在はケース・ウェスタン・リザーブ大学）で物理学を学ぶことにした。ケース工科大学で物理学を学んでいた頃、初期のコンピュータの一つである IBM 650 と出会う。そのマニュアルを読んだクヌースは、自分ならもっとうまくできると信じ、アセンブラとコンパイラのコードを書き換えることを決心した。1958年、大学のバスケットボールのチームがリーグ優勝するのを助けるため、クヌースは各選手の能力に基づいたプログラムを構築した。これは当時あまりにも画期的だったため、ニューズウィーク誌に記事が掲載され、CBSイブニングニュースでウォルター・クロンカイトも取り上げた。Engineering and Science Review という技術専門誌の立ち上げに編集者として参加しており、同誌は1959年に技術誌の国家的な賞を受賞している。その頃物理学から数学に転向し、1960年には、ずば抜けた成果により学士号と修士号を同時に与えられた。
1963年、カリフォルニア工科大学で数学の博士号を取得し、同大学で准教授として働き始め、そこで The Art of Computer Programming の執筆を開始した。実は元々はコンパイラに関する本の執筆を依頼され、当初1冊で内容を完結させる予定だったのだが The Art of Computer Programming という大作になってしまった。6部作となってしまい、さらに7部作へと構想が膨らんでいった。第1巻を出版する直前の1968年、プリンストン大学キャンパスにあった Institute for Defense Analyses (IDA) の通信研究部門を通してアメリカ国家安全保障局 (NSA) の仕事を請け負う職に就いた。しかし、その仕事はクヌースの政治信条には合わなかったようで、間もなくスタンフォード大学に移った。

## 執筆

### The Art of Computer Programming
TAoCP あるいは ACP と略されることがある。コンピュータプログラミングの「Art」について集積した大著である。クヌース自身がここで意図している「Art」がどのようなものであるかは、本書の公刊という業績によって第3巻を刊行後の1974年にチューリング賞を受賞した際に、受賞講演の冒頭で詳細に述べている。
本書を企図した当時、計算機科学は第一歩を恐る恐る踏み出したばかりで、クヌースは「それは正体不明の全く新しい領域だった」と述べている。さらに「入手可能な出版物の水準はあまり高いとは言えなかった。次々と書かれる論文の内容がはっきり言えば間違っている、というような状況だった。（中略）だから、ひどい形で語られてしまっていたストーリーを直したいと私は思ったんだ。」と述べている。
その後1976年に、2巻の第2版の準備中にその版面の仕上がりに不満を持ち、TeX と METAFONT を自ら開発し始めてしまい、4巻への着手は多少後ろ倒しとなった。結果として、コンパイラの技法についても続刊の内容として2020年の時点でも予告には含まれているが、それらの分野については既に多くの書籍がある。一方で既刊部分に含まれる、徹底したサーベイと実践に基づき書かれた内容は、しばしば参照される、貴重な記録と言えるものも多い。
2012年現在、最初の3巻と第4巻の第1部が出版済みである。

### 他の業績
他に『超現実数』(Surreal Numbers) という本も執筆している。ジョン・ホートン・コンウェイの集合論に基づいて代替の数体系を構築するという数学的小説である。この本は単に主題をそのまま説明するのではなく、数学の発展過程を示すことに努めている。クヌースはこの本を読んだ学生がオリジナルの創造的研究を行うことを望んでいる。

### 信仰と宗教的業績
クヌースの他の著作として 3:16 Bible Texts Illuminated がある。これは聖書に層化抽出法を適用するという試みをしたもので、それぞれの書の3章16節を抜き出して解析している（3章16節を選んだのは「ヨハネによる福音書3章16節」の存在からであるが、他の書の3章16節には基本的に特別な意味は無い）。それぞれの節を美しく効果的に見せるため、ヘルマン・ツァップの指揮でカリグラファー達が協力した。クヌースはルター派である。

## Computer Musings
名誉教授となった今も、年に数回スタンフォード大学で非公式の講義を行っている。彼はこれを Computer Musings と呼ぶ。また、オックスフォード大学コンピュータ研究所の客員教授であり、同大学モードリン・カレッジの名誉フェローでもある。

## クヌースのユーモア
クヌースはプログラマとしても有名で、専門的ユーモアでも知られている。

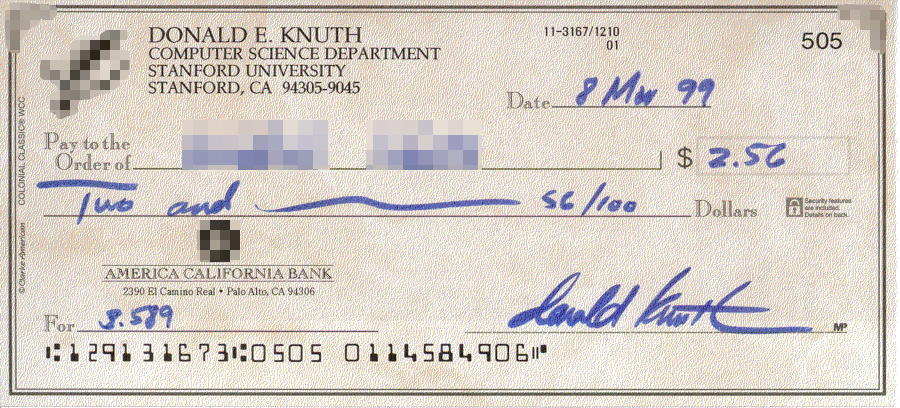
クヌース賞金小切手（一部ボカシ入）

- 彼は自身の著作の間違いやタイポに対して 2.56ドルを支払うとしている。この金額は256ペニーが1（16進数）ドルになるということで決められた。また、「価値ある示唆」に対しては0.32ドルを支払う。なお、3:16 Bible Texts Illuminated の間違いに関しては 3.16ドルを支払うことになっている。MIT の Technology Review によれば、これらの賞金の小切手は「コンピュータ界の最高の栄誉」だという。ただし2008年、実際の小切手を送ることは止め、架空の銀行「サンセリフ銀行」の預金証明書を送ることにした[18]。
- 彼は自身のソフトウェアに「上記コードのバグに注意; 正しいことは確認したが使ってみたことはない」と警告を入れたことがある[19]。
- Concrete Mathematics の序文より: クヌースが Concrete Mathematics をスタンフォードで最初に教えたとき、彼はその奇妙なタイトルについて「この数学コースは決してソフトではない」という意味であると説明した。実際、誤解した土木工学などの学生が講義室にやってきて、静かに帰っていったという。
- クヌースは1957年、"Potrzebie System of Weights and Measures"（度量衡のPotrzebieシステム）というタイトルで学内雑誌に科学論文を発表した。その中で長さの基本単位を MAD誌（アメリカのユーモア雑誌）の26号の厚さとし、力の基本単位を "whatmeworry" とした。MAD誌はこの記事を買い取り、1957年6月号 (#33) に掲載した。
- クヌースの "The Complexity of Songs"（歌の計算複雑性）という論文は計算機科学の学会誌に2回掲載された。
- The Art of Computer Programming 第3巻の索引には "Royalties, use of, 405" という行がある。しかし405ページを見ても著作権使用料 (Royalty) に関する記述はなく、図2として "organ-pipe arrangement"（オルガン-パイプ配置）の図がある。彼の自宅のパイプオルガンは同書の著作権使用料で購入したのであった[20]。
- TeX のバージョン番号は、3, 3.1, 3.14, … というように円周率 π に近づいている。METAFONTのバージョン番号は同様にネイピア数 e に近づいている。
- Computers and Typesetting シリーズの全ての付録は、付録を識別する文字から始まるタイトルになっている。
- TUG 2010 Conference にて、クヌースは XML をベースとした TeX の後継 "iTeX" を発表した。任意の縮尺の無理数単位、3Dプリンティング、アニメーション、ステレオ音声などをサポートするとしている[※ 3][21]。
- クヌースは、お気に入りの Emacs について、ストールマンに提案を行ったことがあるが返事はもらえてないとのことで、伝達手段が電子メールでなかったことが原因かも知れないとされる[22]。

## 受賞歴と栄誉
- 1971年 - 第1回 ACM グレース・ホッパー賞
- 1974年 - チューリング賞
- 1979年 - アメリカ国家科学賞
- 1986年 - スティール賞
- 1988年 - フランクリン・メダル
- 1995年 - IEEE フォン・ノイマンメダル
- 1995年 - ハーヴェイ賞（テクニオン）[23]
- 1996年 - 京都賞先端技術部門
- 1998年 - コンピュータ歴史博物館フェロー
- 2009年 - 片柳コンピュータ科学賞片柳優秀研究賞[24]
- 2010年 - BBVA Foundation Frontiers of Knowledge Award[25]
- 2011年 - Hero Award（スタンフォード大学工学部）[26]
- 2011年 - ファラデー・メダル

クヌースの計算機科学への貢献に敬意を表し、1990年、彼は「プログラミング技法の教授; Professor of the Art of Computer Programming」という唯一の称号を与えられた（現在では「名誉教授」に変更されている）。
1992年、クヌースはフランスの科学アカデミーの準会員となった。同年教授職を引退し、The Art of Computer Programming の完成に専念するようになった。2003年、イギリスの王立協会の外国人会員に選ばれた。
2009年、アメリカ応用数理学会 (SIAM) の特別フェローに選ばれた。Norwegian Academy of Science and Letters の会員でもある。

## 私生活
1961年6月24日にナンシー・ジル・カーター（Nancy Jill Carter）と結婚。子をふたり授かる（John Martin KnuthおよびJennifer Sierra Knuth）。
健康
2006年、前立腺癌を患っている。同年12月に手術を受け、放射線療法を受けているが予後はかなり良好だと動画にて報告している。

## 著作
主な著作を以下に示す。完全な一覧は スタンフォード大学ウェブサイトの"Books" にある。
- The Art of Computer Programming の各巻と各分冊。The Art of Computer Programming の項目に記載している。

- 計算機と組版(Computers & Typesetting)

1. Volume A, The TeXbook (Reading, Massachusetts: Addison-Wesley, 1984) x+483pp. ISBN 0-201-13447-0
  - 『TEXブック コンピュータによる組版システム』鷺谷好輝訳 アスキー 1989年
2. Volume B, TeX: The Program (Reading, Massachusetts: Addison-Wesley, 1986) xviii+600pp. ISBN 0-201-13437-3
3. Volume C, The METAFONTbook (Reading, Massachusetts: Addison-Wesley, 1986) xii+361pp. ISBN 0-201-13445-4
  - 『METAFONTブック タイポグラファのためのプログラミング言語』鷺谷好輝訳 アスキー 1994年
4. Volume D, METAFONT: The Program (Reading, Massachusetts: Addison-Wesley, 1986) xviii+566pp. ISBN 0-201-13438-1
5. Volume E, Computer Modern Typefaces (Reading, Massachusetts: Addison-Wesley, 1986) xvi+588pp.

- 選り抜き論文叢書(Selected papers series)スタンフォード大学ウェブサイトの"Selected Papers"

1. Literate Programming[30](Stanford, California: Center for the Study of Language and Information — CSLI Lecture Notes, no. 27) 1992. ISBN 0-937073-80-6
  - 『文芸的プログラミング』有沢誠訳 アスキー 1994.3
2. Selected Papers on Computer Science[31] (Stanford, California: Center for the Study of Language and Information — CSLI Lecture Notes, no. 59) 1996. ISBN 1-881526-91-7
3. Digital Typography[32] (Stanford, California: Center for the Study of Language and Information — CSLI Lecture Notes, no. 78) 1999. ISBN 1-57586-010-4
4. Selected Papers on Analysis of Algorithms[33](Stanford, California: Center for the Study of Language and Information — CSLI Lecture Notes, no. 102) 2000. ISBN 1-57586-212-3
5. Selected Papers on Computer Languages[34] (Stanford, California: Center for the Study of Language and Information — CSLI Lecture Notes, no. 139) 2003. ISBN 1-57586-381-2 (cloth) ISBN 1-57586-382-0 (paperback)
6. Selected Papers on Discrete Mathematics[35] (Stanford, California: Center for the Study of Language and Information — CSLI Lecture Notes, no. 106) 2003. ISBN 1-57586-249-2 (cloth) ISBN 1-57586-248-4 (paperback)
7. Selected Papers on Design of Algorithms[36] (Stanford, California: Center for the Study of Language and Information — CSLI Lecture Notes, no. 191) 2010. ISBN 1-57586-583-1 (cloth) ISBN 1-57586-582-3 (paperback)
8. Selected Papers on Fun and Games[37] (Stanford, California: Center for the Study of Language and Information — CSLI Lecture Notes, no. 192) 2011. ISBN 978-1-57586-585-0 (cloth) ISBN 978-1-57586-584-3 (paperback)
9. Companion to the Papers of Donald Knuth[38] (Stanford, California: Center for the Study of Language and Information — CSLI Lecture Notes, no. 202) 2011. ISBN 978-1-57586-635-2 (cloth) ISBN 978-1-57586-634-5 (paperback)

- Graham, Ronald L.; ドナルド・クヌース; Patashnik, Oren (1994). Concrete Mathematics: A foundation for computer science (Second ed.). Reading, MA: Addison-Wesley Publishing Company. pp. xiv+657. ISBN 0-201-55802-5. MR1397498
- Surreal Numbers: How Two Ex-Students Turned on to Pure Mathematics and Found Total Happiness. 1974, ISBN 0-201-03812-9.[39]
  - 『超現実数 数学小説』好田順治訳 海鳴社 1978年
  - 『至福の超現実数 純粋数学に魅せられた男と女の物語』松浦俊輔訳 柏書房 2004年
- The Stanford GraphBase: A Platform for Combinatorial Computing (New York, ACM Press) 1993. second paperback printing 2009. ISBN 0-321-60632-9
- 3:16 Bible Texts Illuminated (Madison, Wisconsin: A-R Editions) 1990. ISBN 0-89579-252-4
- Things a Computer Scientist Rarely Talks About (Center for the Study of Language and Information — CSLI Lecture Notes no 136) 2001. ISBN 1-57586-326-X
  - 『コンピュータ科学者がめったに語らないこと』滝沢徹、牧野祐子、富澤昇訳 エスアイビー・アクセス 2003年
- Mathematical Writing 1989年（共著）
  - 『クヌース先生のドキュメント纂法』有沢誠訳 共立出版 1989年
- Mmixware: A Risc Computer for the Third Millennium 2000年
  - 『MMIXware 第三千年紀のためのRISCコンピュータ』滝沢徹訳 エスアイビー・アクセス 2001年
- 『クヌース先生のプログラム論』有沢誠編 共立出版 1991年（日本オリジナル編集）